# Bertha Dorph
Bertha Olga Vilhelmine Herlich Dorph født Green (født 4. juni 1875 i København, død 25. februar 1960 i Hillerød) var en dansk maler.
Dorph uddannede sig privat hos Georg Seligmann, Peter Ilsted og Harald Slott-Møller og ved et studieophold et års tid i Berlin fra 1897. Hun vakte opmærksomhed fra første færd med portrætter, der stod under indflydelse af italienske 15. århundredes malere. I øvrigt har hun malet et par altertavler, Vejgaard Kirke og Ollerup Kirke. Under sit pigenavn udstillede hun i slutningen af 1890'erne, først på Den Frie Udstilling, senere på Charlottenborg, portrætter, som vakte ikke ringe opmærksomhed ved dyb og alvorlig opfattelse og ved en formsikkerhed, der måtte forbavse hos så ung en kunstner; det var åbenbart, at Dorph havde så skarpt et øje som få, og at hun førte sit redskab, tegnede sine konturer og modelerede formerne med en moden mands fasthed. Ved siden heraf røbede ikke alene hendes brunlig-brankede kolorit, men også til en vis grad hendes komposition – f.eks. måden, hvorpå hun kunde stille et hoved op imod et væsentlig dekorativt landskab, hvis dimensioner syntes små i forhold til dette – hvor stærkt hun havde fordybet sig i studiet af før rafaeliske florentinere, et studium, der gav hendes frembringelser et vist ”galleripræg”. Dette holdt sig op gennem årene; i sin senere produktion har den evnerige og dygtige kunstnerinde dog efterhånden frigjort sig fra den fremmede påvirkning. Det første værk af hende, der tildrog sig almindelig opmærksomhed, var vistnok brystbilledet En gammel Mand, 1899. Derpå er fulgt en lang række portrætter, deriblandt meget interessante billeder af unge kvinder, opfattede og gengivne med fin psykologisk sans, og mange børneportrætter, der, som Min lille Søn Ole, 1904, vidner om den kærligste ømhed for og indtrængen i barnets væsen. I den ejendommelige Eva, der solgtes til Tyskland, viste kunstnerinden, med hvilken alvor og med hvor rigt udbytte hun har gjort sine modelstudier. Med figurrige kompositioner har hun kun sjældent givet sig i kast, men da, i alt fald en enkelt gang, med afgjort held; det var 1907, da hun udstillede det store En Visit hos den unge Barselkone, der indbragte hende Thorvaldsens udstillingsmedalje; billedet af den unge lykkelige moder, som med sit barn på skødet omringes af en kreds af lykønskende slægtninge og veninder, vakte stor og berettiget opmærksomhed ved sit rige sjælelige indhold og sin betydelige maleriske virkning. Det havnede i en svensk privatsamling. Derpå fulgte en række større og mindre billeder, hvori hun med stadig forkærlighed fortsatte sin behandling af børn og unge kvinder, dels i sine genremalerier, Moder og Barn, Ung Pige med et Brev, Lille Pige i Balkjole osv., dels i sine portrætter. Dernæst har hun med afgjort held givet sig af med blomstermaleriet og med dekorative opgaver, tegnet hele udstyr til værelser, lige fra lofter, vægge, møbler og kaminer til sølvgenstande. Dorph var medlem af Kunstakademiet samt, Kvindelige Kunstneres Samfund m. m. Hun ledede sammen med sin mand N.V. Dorph Tegne- og Kunstindustriskolen for Kvinder.